# Artedidraco glareobarbatus
Artedidraco glareobarbatus е вид бодлоперка от семейство Artedidraconidae. Видът не е застрашен от изчезване.

## Разпространение и местообитание
Разпространен е в Антарктида.
Среща се на дълбочина от 107 до 287 m.